# Крос (удар)
Крос (англ. cross; імен. — «хрест»; дієсл. — «перетинати») — це вид удару рукою, що належить до основних елементів ударної техніки таких бойових мистецтв, як бокс, кікбоксинг, карате та інших. Крос — це довгий прямий удар, що виконується дальньою відносно суперника рукою. Техніка виконання: рука, повністю розгинаючись, викидається вперед, у ціль; кулак тримається в горизонтальному положенні; в момент удару виконується поштовх дальньою відносно суперника ногою, а вага тіла переноситься на ближню відносно суперника ногу. Крос завдають у корпус (тулуб) і в голову, використовується як атакувальний удар (з місця, в кроці, на скачку або в стрибку) і як контрудар (назустріч або на випередження), може бути одиночним і виконуватися в комбінації.

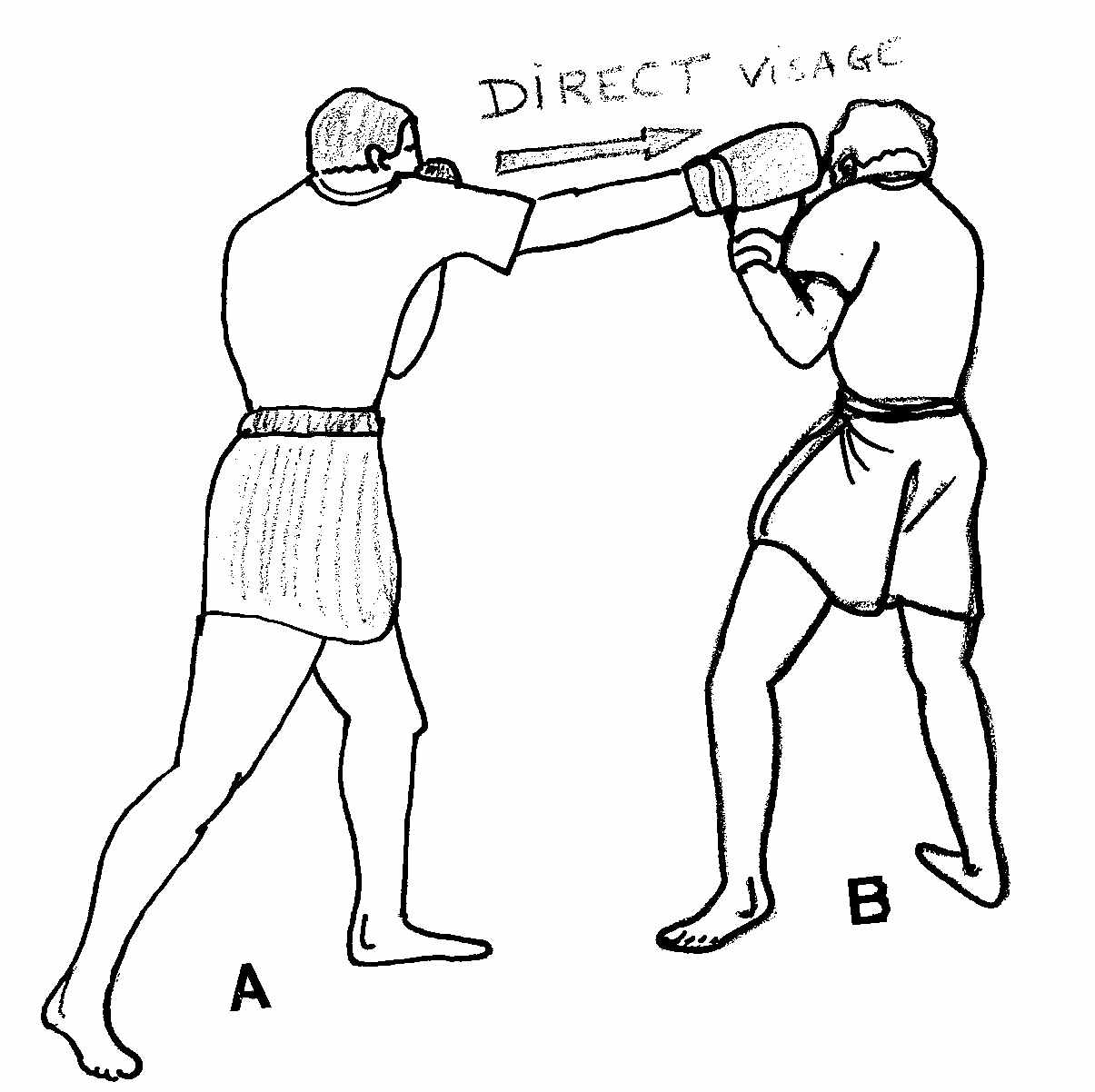
Крос із правобічної стійки
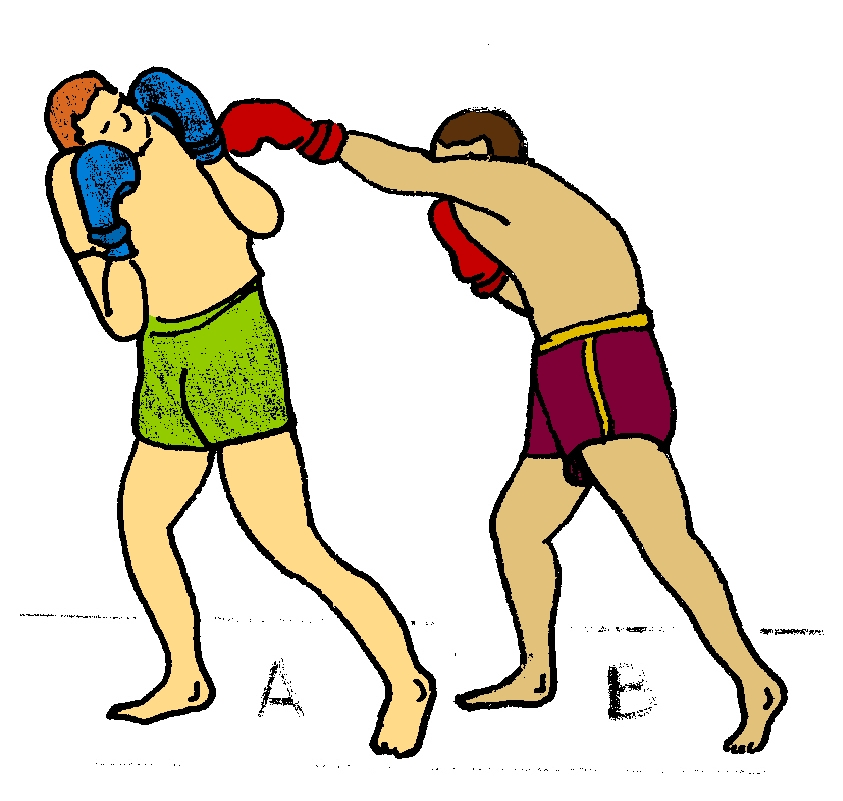
Крос із лівобічної стійки
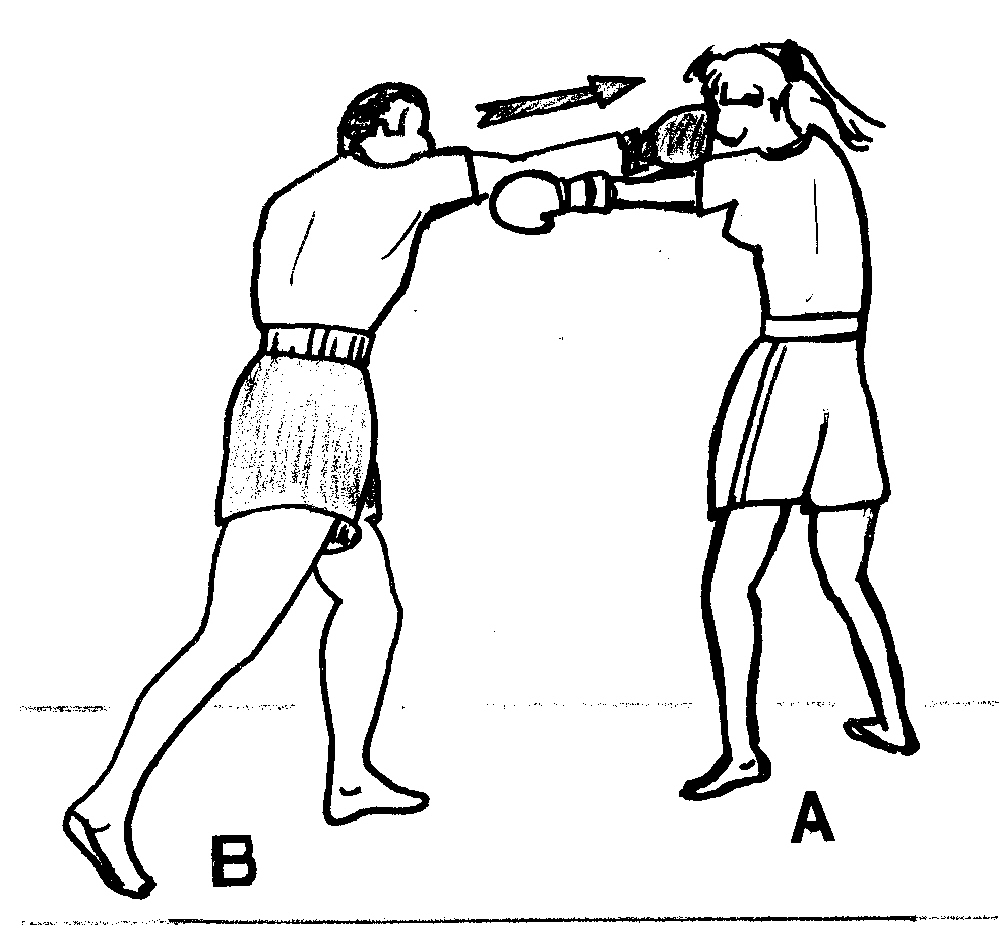
Крос як контрудар

Крос належить до числа сильних, нокаутуючих ударів; ефективність удару залежить від вкладання маси тіла в удар. Особливо значущий крос у боксі й кікбоксингу. Назва «крос» є широко поширеною і прийнятою для позначення такого виду ударів, але в конкретних традиційних бойових мистецтвах він може мати свої назви.